# Eremobates aztecus
Espèce
Eremobates aztecus est une espèce de solifuges de la famille des Eremobatidae.

## Distribution
Cette espèce est endémique du Guanajuato au Mexique,.

## Description
Le mâle holotype mesure 19 mm et la femelle paratype 27 mm.

## Publication originale
- Pocock, 1902 : Arachnida : Scorpiones, Pedipalpi, and Solifugae. Biologia Centrali-Americana, p. 1-71 (texte intégral).